# Cibodas Baru
Cibodas Baru is een bestuurslaag in het regentschap Tangerang van de provincie Banten, Indonesië. Cibodas Baru telt 18.213 inwoners (volkstelling 2010).